# Los del Río
Los del Río је шпански латино поп дуо којег чине Антонио Ромеро Монхе и Рафаел Руиз Пердигонес. Најпознатији су по песми Macarena из 1993. године која је постала светски хит.

## Дискографија

### Албуми
- A mí me gusta (1993)
- Calentito (1994)
- Fiesta Macarena (1997)

### Синглови
- Macarena (1993)
- Macarena (Bayside Boys Mix) (1995)
- Macarena Christmas (1996)
- Baila Baila (1999)
- Macarena (The Art of Sound Group Mix) (2008)
- Mi Gitana (2009)